# El Cint
El Cint és un poble de poblament dispers del municipi de l'Espunyola (Berguedà), situat al NW del terme municipal, sota el Talaiador, a l'extrem oriental dels cingles de Capolat i a la capçalera de la rasa de Boixadera. El 2005 tenia 37 habitants
L'església, parroquial, és a 940 m. d'altitud, està dedicada a Sant Serni i ja és citada a l'acta de consagració de la catedral de la Seu d'Urgell (any 839).